# Stamford (Connecticut)
Stamford je město v okrese Fairfield County ve státě Connecticut ve Spojených státech amerických. K roku 2010 zde žilo 122 643 obyvatel. S celkovou rozlohou 134,9 km² byla hustota zalidnění 1 226 obyvatel na km².
V době první světové války byl ve městě výcvikový tábor pro československé legionáře, který 7. září 1918 navštívil T. G. Masaryk. Prošlo jím přes tři tisíce vojáků a většina z nich stačila odplout do Francie a zapojit se do bojů.

## Partnerská města
- Afula, Izrael
- Lima, Peru
- Minturno, Itálie
- Nan-pching, Čína
- Sparta, Řecko

## Významní rodáci
- Christopher Lloyd (* 1938), herec
- Ann C. Crispinová (1950–2013), spisovatelka zaměřená na sci-fi literaturu
- Dave Abbruzzese (* 1968), bubeník
- Jen Psakiová (* 1978), politická konzultantka
- Candace Owensová (* 1989), konzervativní aktivistka, spisovatelka a politická komentátorka